# Labrador Straits

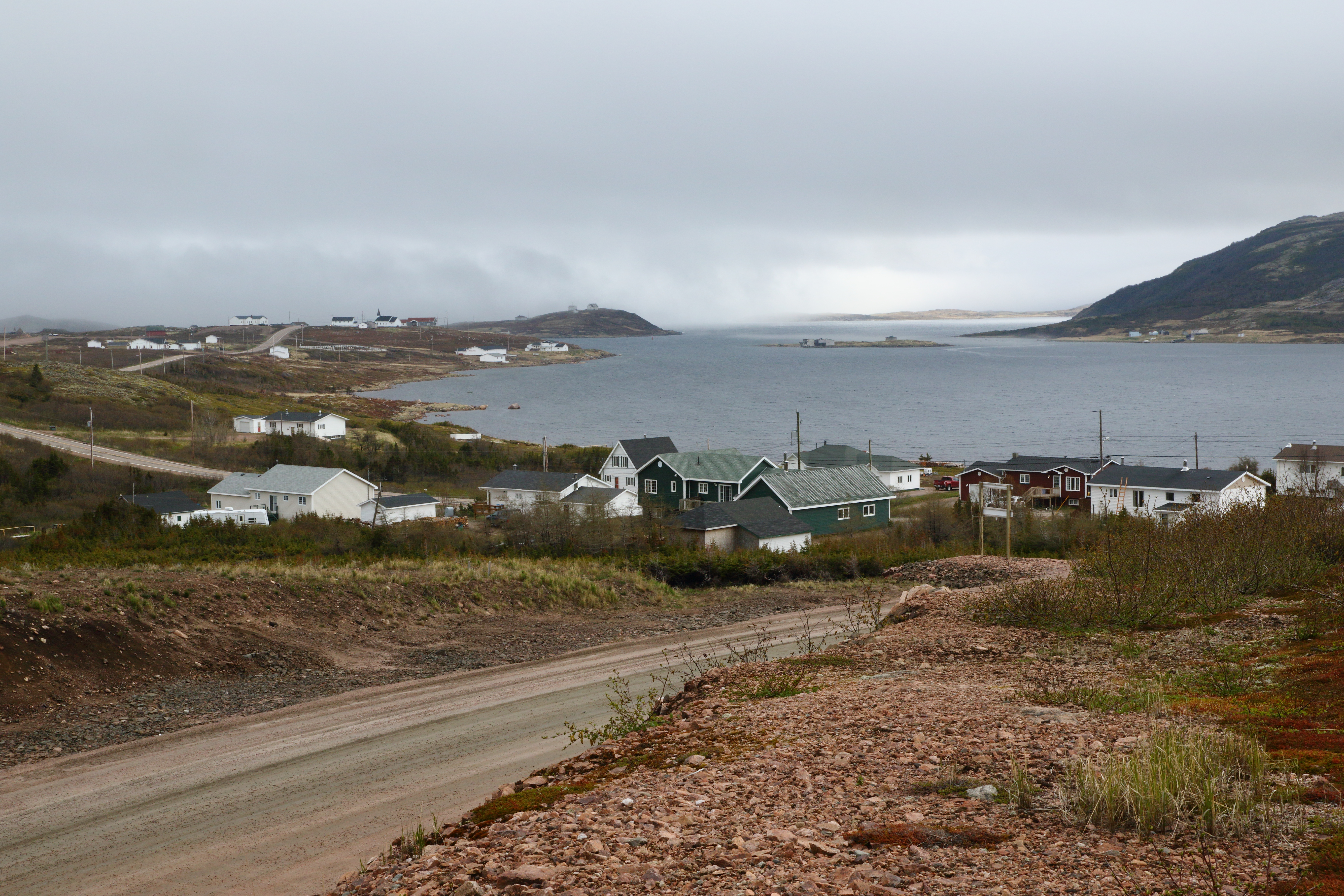
Zicht op het dorp Red Bay

De Labrador Straits zijn een kustgebied in Newfoundland en Labrador, de oostelijkste provincie van Canada. Het betreft zo'n 100 km aan kustlijn in het uiterste zuiden van de regio Labrador, aan de oevers van de Straat van Belle Isle. Het strekt zich uit van aan de grens met de provincie Québec in het westen tot Red Bay in het noordoosten.
Het dunbevolkte gebied telt zes gemeenten en een aantal kleine gemeentevrije plaatsen die anno 2021 tezamen 1.651 inwoners telden. Alle bewoonde plaatsen zijn gelegen aan de Trans-Labrador Highway. De bevolking is er vrijwel uitsluitend Engelstalig, al is er ook een zeer kleine Franstalige minderheid.
De Labrador Straits hebben een rijke inheemse geschiedenis en huisvesten onder andere de oudste grafheuvel van Amerika. Ze waren daarnaast, vanwege de oostelijke ligging en toegang tot rijke viswateren, een van de vroegste door Europeanen gekoloniseerde gebieden van de Nieuwe Wereld. De 16e-eeuwse Baskische walvisvaardersbasis te Red Bay is in die context opgenomen op de Werelderfgoedlijst.
De economie van de streek is in de 21e eeuw enerzijds gericht op activiteiten in de primaire sector zoals visserij, jacht en houtkap en anderzijds op toerisme. De Southern Labrador Development Association (SLDA) zet zich in voor de economische en sociale ontwikkeling van het gebied.

## Geografie
De streek strekt zich zoals vermeld uit van grens met de provincie Québec tot het in vogelvlucht 60 km noordoostelijker gelegen Red Bay. De enige verbindings- en toegangsweg in het gebied is provinciale route 510. Deze weg vormt het zuidelijke deel van de Trans-Labrador Highway (TLH) en verbindt het gebied met de regio van Blanc-Sablon (Québec) in het westen en plaatsen als Mary's Harbour in het oosten.
Een aantal rivieren monden er in zee uit, waarvan de Pinware River, de Lost River en Forteau Brook de voornaamste zijn. Ter hoogte van de kaap Point Amour is de afstand tot Newfoundland het kleinst, namelijk 17,5 km.

### Plaatsen
Aan de Labrador Straits liggen negen plaatsen, waarvan er volgens de volkstelling van 2021 zeven permanent bewoond waren. Deze staan hieronder vermeld van west naar oost met hun inwoneraantal anno 2021.
| Plaats           | Inw. (2021) | Type plaats          |
| ---------------- | ----------- | -------------------- |
| L'Anse-au-Clair  | 219         | Gemeente             |
| Forteau          | 377         | Gemeente             |
| L'Anse Amour     | 0           | Gemeentevrije plaats |
| L'Anse-au-Loup   | 692         | Gemeente             |
| L'Anse-au-Diable | 0           | Gemeentevrije plaats |
| Capstan Island   | 55          | Gemeentevrije plaats |
| West St. Modeste | 102         | Gemeente             |
| Pinware          | 64          | Gemeente             |
| Red Bay          | 142         | Gemeente             |

## Toerisme
De Labrador Straits met de erdoorheen lopende Trans-Labrador Highway worden toeristisch uitgespeeld als onderdeel van de zogenaamde Labrador Coastal Drive, die het hele zuiden en zuidoosten van Labrador omvat.
Toeristen kunnen terecht in het Gateway to Labrador Visitor Centre te L'Anse-au-Clair en in het Labrador Straits Museum te L'Anse-au-Loup. Het museum vertelt de regionale geschiedenis van de prehistorie tot heden en is toegankelijk voor 5 Canadese dollar (en gratis voor kinderen jonger dan 12 jaar).
Naast het bezoekerscentrum en het museum heeft het gebied vier belangrijke toeristische trekpleisters, namelijk:
- De walvisvaardersnederzetting te Red Bay, een nationale historische site en Werelderfgoedsite;
- De grafheuvel van L'Anse Amour, een nationale historische site;
- De vuurtoren van Point Amour, een provinciale historische site; en
- Het Provinciaal Park Pinware River, een provinciaal park.

Bij de site te Red Bay hoort ook een museum, waar behalve vele Baskische artefacten ook een skelet van een noordkaper tentoongesteld is.
In het handvol dorpen in de streek bevindt zich een beperkt aantal faciliteiten voor toeristen, zoals enkele hotels en kampeerterreinen en een aantal eetgelegenheden en winkels. De Labrador Straits huisvesten ook een netwerk aan wandelpaden en langlaufroutes, evenals een gebiedsdoorkruisende sneeuwscooterroute. Langs de Forteau Brook en de Pinware River zijn er ook enkele voorzieningen voor mensen die in de wildernis willen verblijven om te vissen.

## Galerij

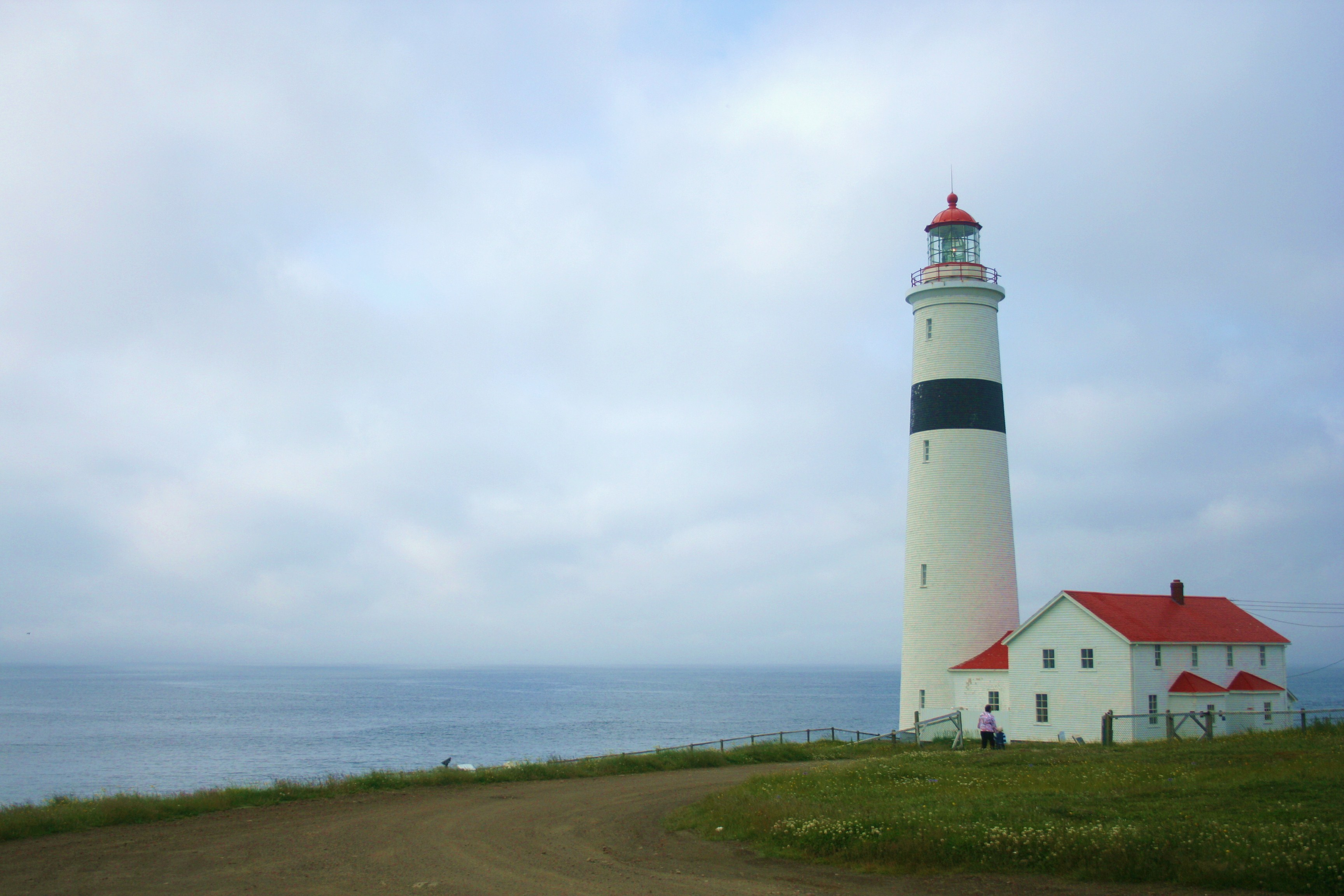
De vuurtoren van Point Amour
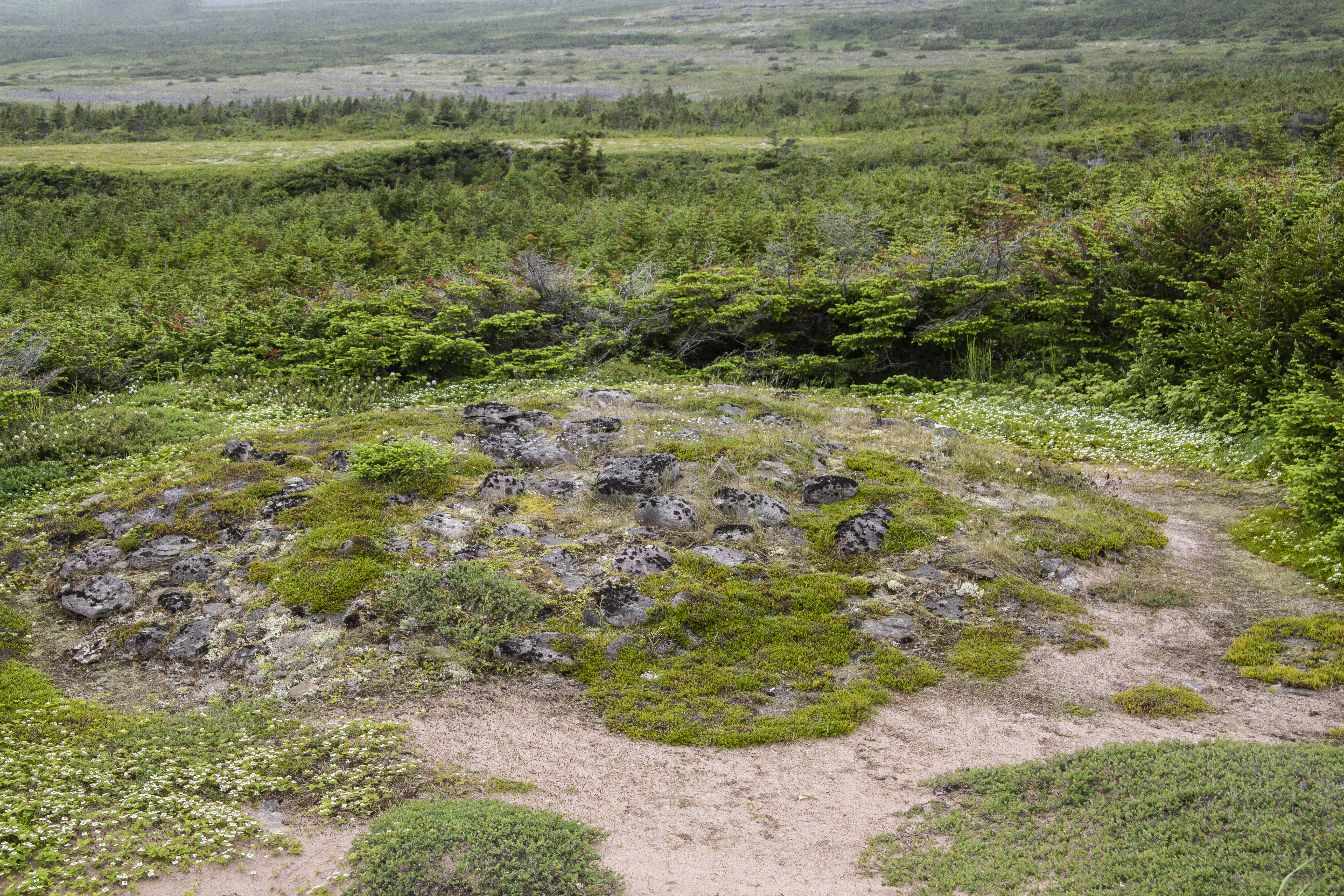
Grafheuvel van L'Anse Amour
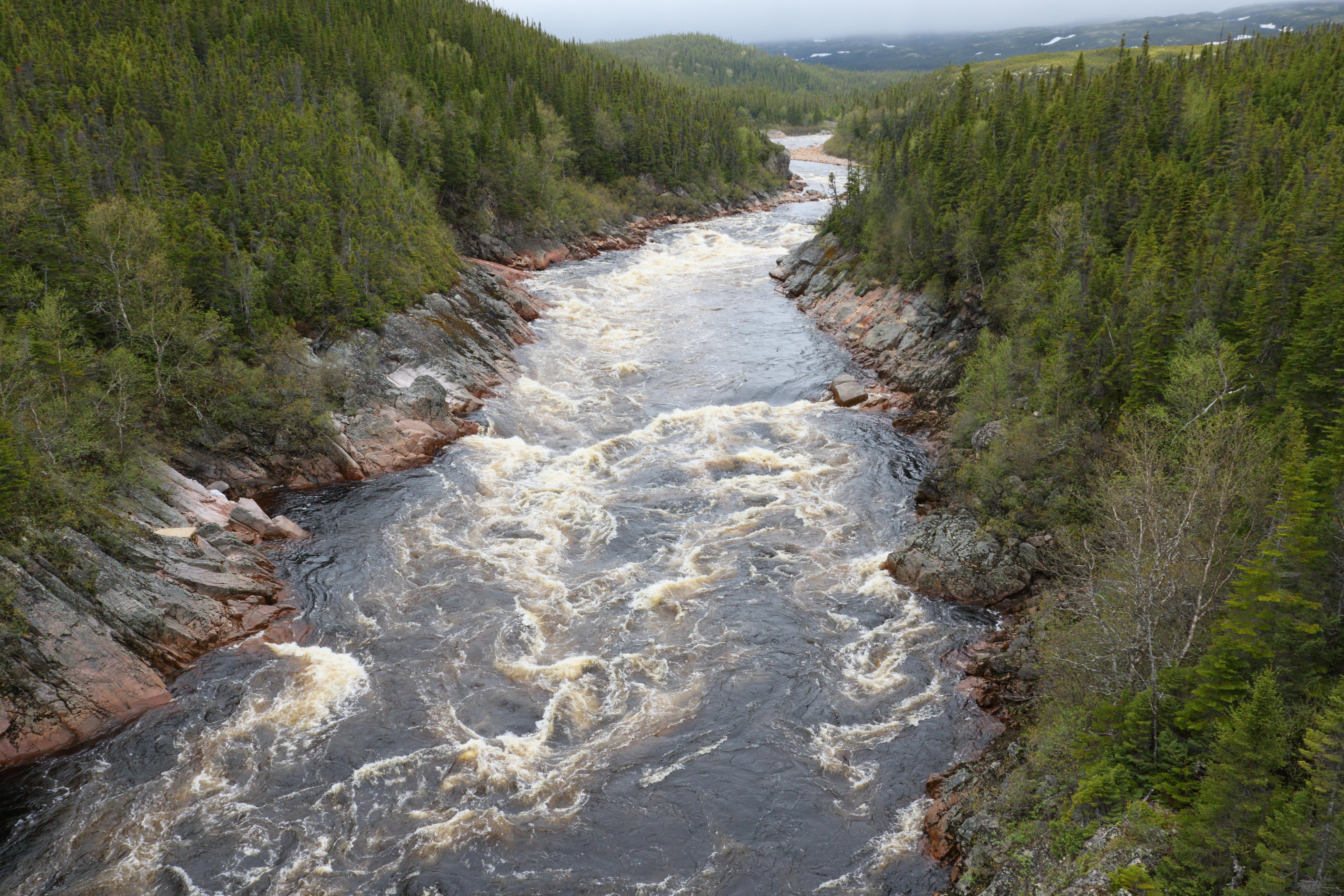
De Pinware River
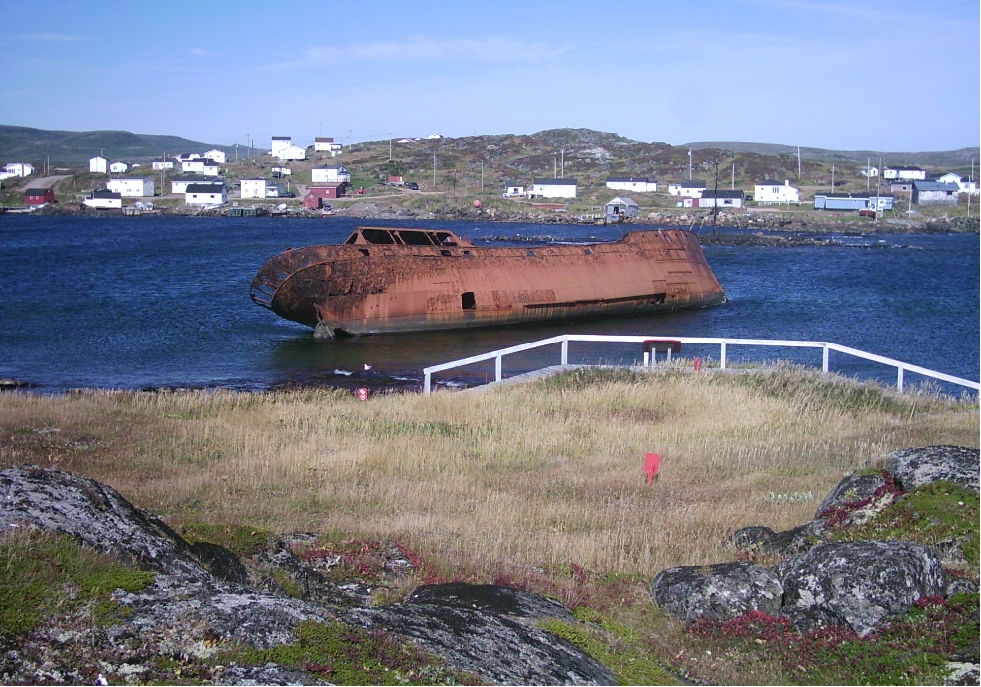
Scheepswrak in haven van Red Bay
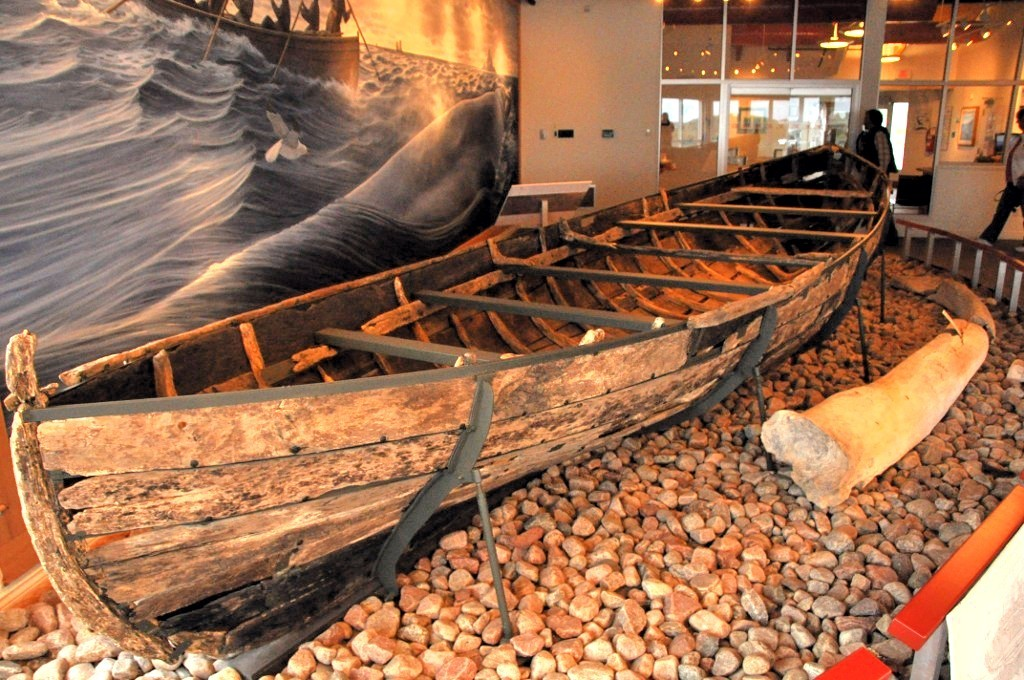
Baskische chalupa in het museum te Red Bay
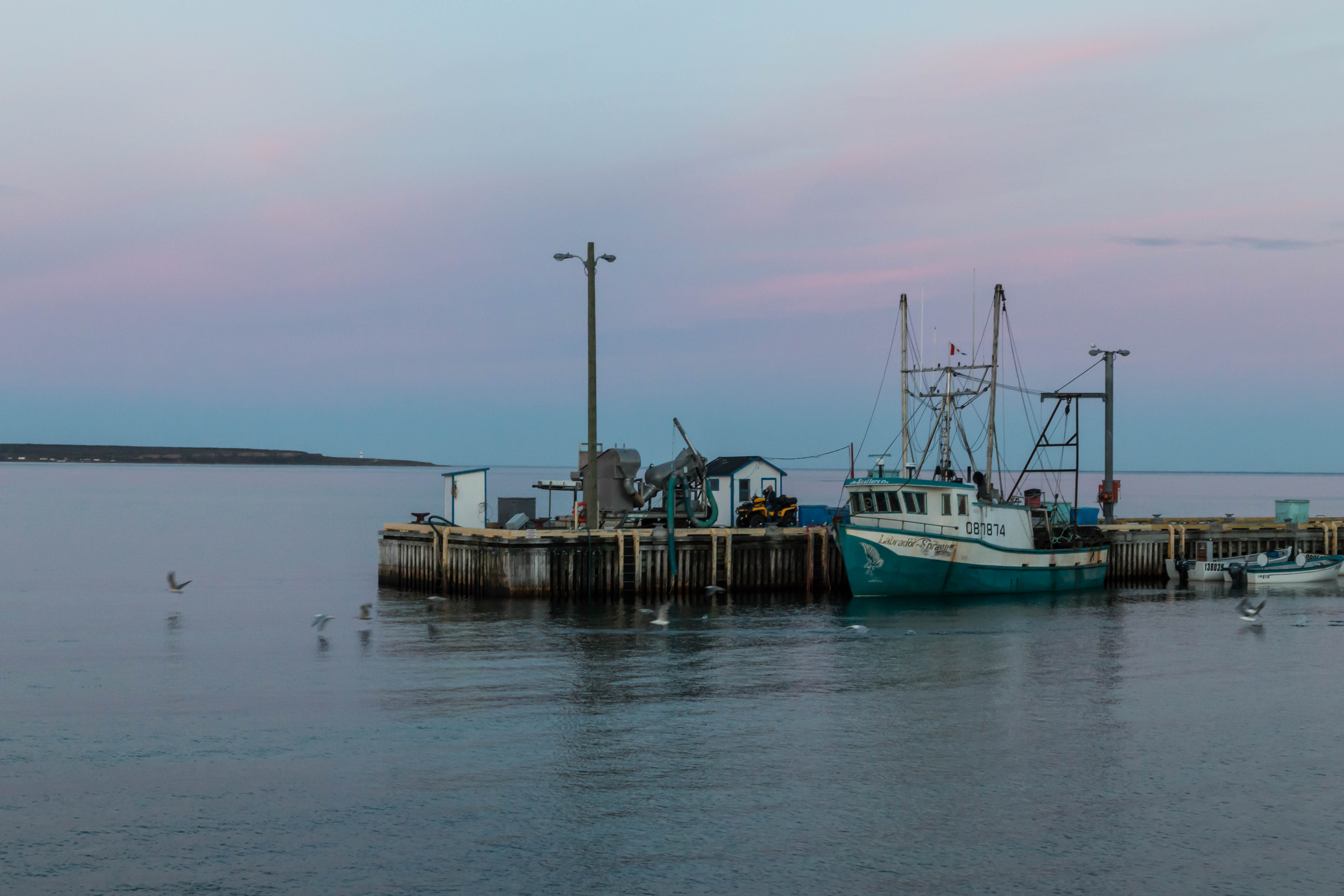
Aanlegsteiger in de vissershaven van Forteau
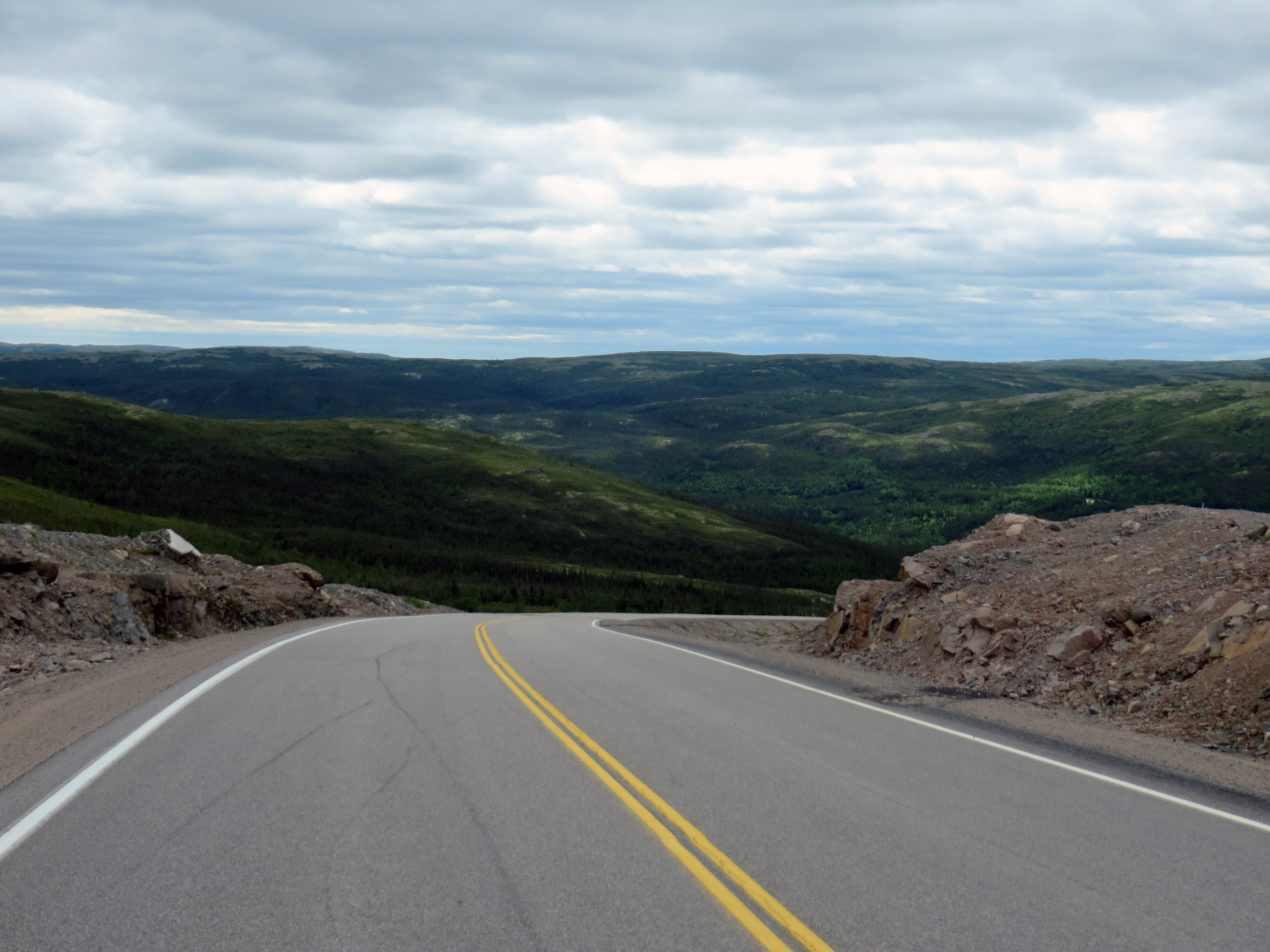
De Trans-Labrador Highway tussen Pinware en Red Bay

## Demografie

### Bevolkingsevolutie
De streek komt demografisch gezien overeen met het bewoonde gedeelte van de door Statistics Canada bepaalde Subdivisie A van Divisie Nr. 10. Tussen 1991 en 2011 daalde de bevolkingsomvang van het gebied van 2.177 naar 1.641. Dat komt neer op een daling van 536 inwoners (-24,6%) in twintig jaar tijd. In de periode 2011–2021 was de bevolkingsomvang echter stabiel.
| Demografische ontwikkeling van de Labrador Straits tussen 1991 en 2021 |
| ---------------------------------------------------------------------- |
|                                                                        |
| Bron: Statistics Canada (1991–1996, 2001–2006, 2011–2016, 2021)        |

### Bevolkingsopbouw
De zeven bewoonde plaatsen in de Labrador Straits telden anno 2021 tezamen 807 woningen waarvan er 735 bewoond waren. Een gemiddeld huishouden telde toen dus 2,2 personen. Vrijwel iedereen woonde in een huis dat ze zelf in eigendom hadden.
Er woonden in 2021 naar schatting 400 mensen met een inheemse identiteit, oftewel ongeveer een kwart van de bevolking. De grote meerderheid onder hen identificeerde zichzelf als Métis. Er woonden daarenboven vrijwel geen immigranten in het gebied, op enkele uitzonderingen na.

### Taal
Volgens de volkstelling van 2021 had ruim 98% van de inwoners van de Labrador Straits het Engels als moedertaal; alle anderen waren die taal machtig. Slechts vijftien mensen (0,9%) hadden anno 2021 het Frans als moedertaal, waaronder een aantal die Engels en Frans als gedeelde moedertaal beschouwden. Alles tezamen waren 55 inwoners (3,3%) van de Labrador Straits dat jaar die andere Canadese landstaal machtig.
Er waren daarnaast 20 mensen (1,2%) die een niet-officiële taal als moedertaal hadden. Het betrof met name sprekers van het Tagalog en van Creoolse talen. Alles tezamen waren 25 mensen een niet-officiële taal machtig (1,5%).

### Religie
De overgrote meerderheid van de bevolking was volgens de volkstelling van 2021 christen. Het betrof naar schatting zo'n 1.400 personen oftewel ruim 85%. De grootste groepen waren bij verre de anglicanen en de katholieken. Er waren echter ook christenen van verschillende andere strekkingen, zoals volgers van de United Church of Canada of van de pinksterbeweging. De kleine minderheid van niet-christenen bestond uit atheïsten.